# (4940) Polenov
(4940) Polenov est un astéroïde de la ceinture principale.

## Description
(4940) Polenov est un astéroïde de la ceinture principale. Il fut découvert le 18 août 1986 à Naoutchnyï par Lioudmila Karatchkina. Il présente une orbite caractérisée par un demi-grand axe de 3,11 UA, une excentricité de 0,17 et une inclinaison de 2,3° par rapport à l'écliptique.

## Compléments